# Diògenes de Ptolemaida
Diògenes de Ptolemaida（en grec antic: Διογένης, llatí: Diogenes) fou un filòsof de l'antiga Grècia nascut a Ptolemaida, que segons William Smith fa referència a la ciutat d'Egipte.
És conegut solament per una referència de Diògenes Laerci, qui diu que va col·locar l'ètica al començament de la seva obra.